# Micrathyria hagenii
Micrathyria hagenii är en trollsländeart som beskrevs av Kirby 1890. Micrathyria hagenii ingår i släktet Micrathyria och familjen segeltrollsländor. Inga underarter finns listade i Catalogue of Life.

## Bildgalleri

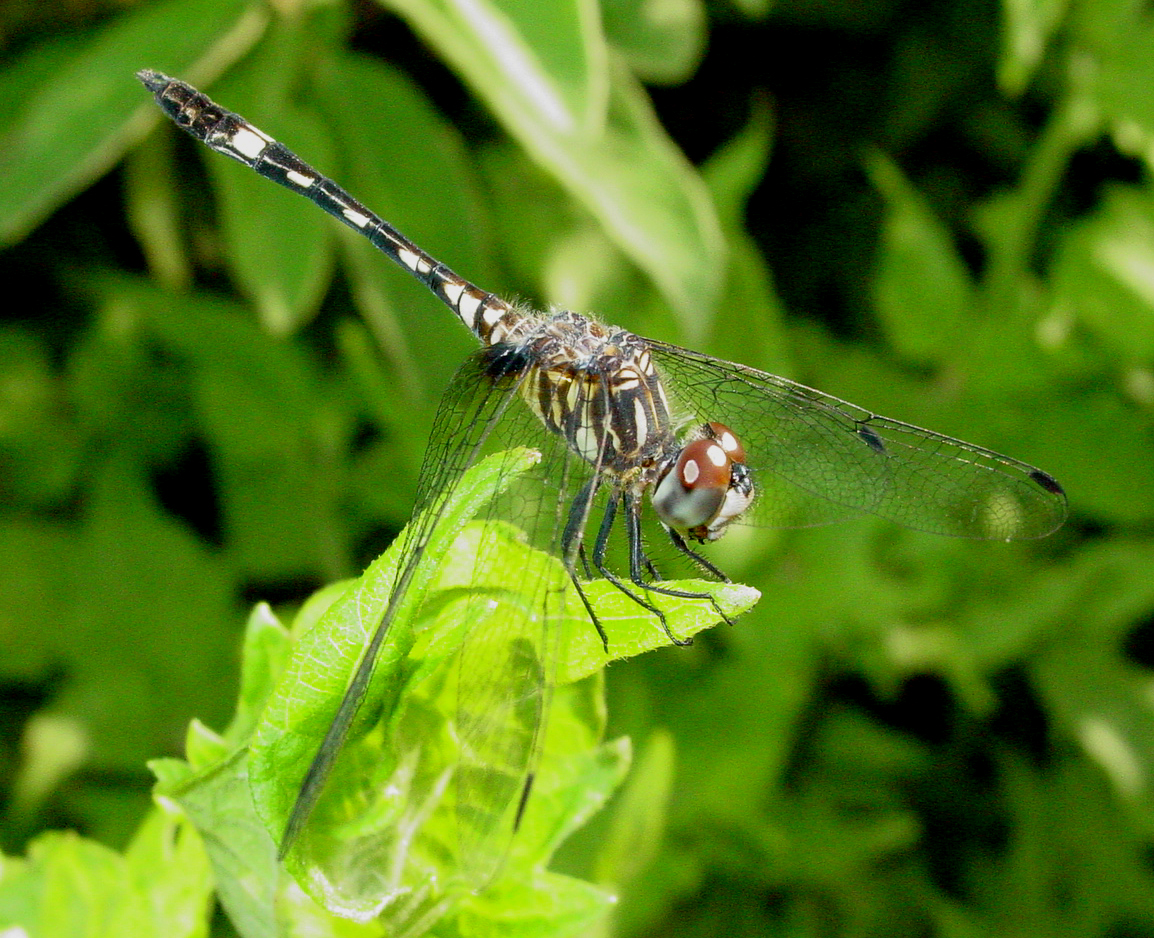